# Падлевский, Лев Владимирович
Лев Владимирович Падлевский (Подлевский) (1870—1943) — российский военный врач, микробиолог и эпидемиолог, профессор медицины, заведующий кафедрой микробиологии Познанского университета.

## Биография
Поляк по национальности. Врач 4-го Кавказского стрелкового батальона. Участник Русско-турецкой войны (1877—1878). Падлевский принимал участие в борьбе с эпидемией чумы в китайской провинции Инкоу (1899 и 1901—1902), после перехода города под контроль русской администрации.

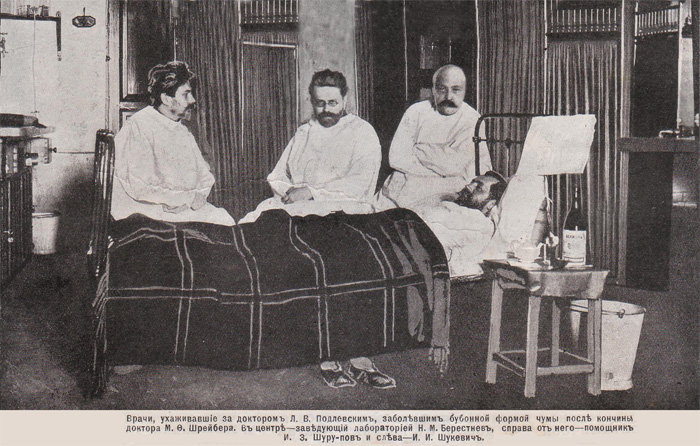
Врачи, ухаживающие за заболевшим Л. В. Падлевским. В центре М. Н. Берестнев, слева от него И. З. Шурупов и слева И. И. Шукевич.

Был прикомандирован и работал в противочумной лаборатории «форта Александр I», где в результате лабораторного заражения от лёгочной формы чумы скончался (17 февраля 1907 года) прикомандированный к лаборатории военный врач М. Ф. Шрейбер.
На вскрытии тела Шрейбера, Падлевский ассистировал доктору Н. М. Берестневу. По окончании вскрытия Падлевский почувствовал жжение возле ногтя указательного пальца правой руки, где заметил небольшую заусеницу, но промолчал. На следующий день, к вечеру, Падлевский почувствовал ломоту в правой руке и в правой половине тела, что было им объяснено сильной мышечной работой утром при расчистке снега. В 2 часа ночи 20 февраля 1907 года Падлевский почувствовал ухудшение общего состояния и боль под мышкой; он измерил температуру, которая оказалась 38,5°, под правой подмышкой прощупывался пакет очень болезненных припухших желез величиною с лесной орех. Явления бубонной чумы были налицо.
Падлевский, осуществлявший вскрытие тела, заболел бубонной формой чумы (к вечеру того же дня развился правосторонний подмышечный бубон и резко повысилась температура). Сначала предположили, что Падлевский заразился при вскрытии трупа М. Ф. Шрейбера, но профессор В. В. Подвысоцкий, директор Института экспериментальной медицины, в ведении которого находилась лаборатория на форте, высказал предположение, что наблюдаемые у больного явления могли быть вызваны реакцией организма после произведенных ему в большом количестве предохранительных прививок. Предположение В. В. Подвысоцкого оказалось правильным и Падлевский стал выздоравливать. Падлевский провёл 10 дней в лазарете и, благодаря инъекции 300 кубических сантиметров противочумной сыворотки, пошел на поправку.
Падлевский — автор питательной среды для выделения бактерий брюшного тифа (1908). Профессор (1918).
С 1922 года эмигрировал в Польшу. Заведовал кафедрой микробиологии Познанского университета. Основные научные работы Падлевского посвящены изучению образования токсинов чумной бактерией и профилактике чумы.